# Peter Keleghan
Peter Keleghan est un acteur canadien, né le 16 septembre 1959 à Montréal (Canada).

## Filmographie
- 1983 : Screwballs : Rick McKay
- 1988 : COPS (C.O.P.S.) (série télévisée) : Hugh S. 'Bullseye' Forward (voix)
- 1989 : In Opposition (série télévisée) : Tom Sheridan
- 1992 : Hôpital central (General Hospital) (série télévisée) : Barry Durban
- 1994 : Police... secours ! (Car 54, Where Are You?) de Bill Fishman (en) : DA #1
- 1995 : Trait pour trait (Picture Perfect) (TV)  de Glenn Gordon Caron : Agent Sloan
- 1996 : Liszt's Rhapsody (TV) : Count Teleky
- 1996 : Waiting for Michelangelo : Bob
- 1996 : Devil's Food (TV) : Don Lowell
- 1996 : The Newsroom (série télévisée) : Jim Walcott
- 1996 : Trilogy of Terror II (TV) : Dennis
- 1997 : Double Take : Robert Mead
- 1997 : Seven Gates : Jenkins
- 1997 : Joe's Wedding : Dennis
- 1997 : Elvis Meets Nixon (en) (TV) : Pilot
- 1997 : Any Mother's Son (TV)
- 1997 : Une vraie blonde (The Real Blonde) de Tom DiCillo : Successful Actor
- 1997 : Ned et son triton (série télévisée) : Eric Flemkin (voix)
- 1998 : Mr. Music (TV) : Harley Yates
- 1998 : When Husbands Cheat (TV) : Jason Ferrell
- 1998 : Bad As I Wanna Be: The Dennis Rodman Story (TV)
- 1998 : Les Sources de l'amour (This Matter of Marriage) (TV) : Dana Hall
- 1998 : The Garbage Picking Field Goal Kicking Philadelphia Phenomenon (en) de Tim Kelleher (TV) : Captain Walker
- 1998 : Blackjack de John Woo (TV) : Bobby Stern
- 1998 : Sauvetage à Wildcat Canyon (Escape from Wildcat Canyon) : Douglas Flint
- 1998 : Made in Canada (série télévisée) : Alan Roy
- 1998 : Bone Daddy : Texowicz
- 1999 : Water Damage : Sandy Adams
- 1999 : Savant en herbe (Genius) (TV) : Dean Wallace
- 1999 : Mission d'élite (In the Company of Spies) (TV) : Norman Fitzgerald
- 2000 : L'Ange du stade (Angels in the Infield) (TV) : Dexter Deekin
- 2000 : Ginger Snaps : Mr. Wayne
- 2001 : Doc (TV) : Nolan Newman
- 2002 : Duct Tape Forever : Ranger Gord
- 2002 : Mort à Smoochy (Death to Smoochy) : News anchor
- 2002 : Escape from the Newsroom (TV) : Jim Walcott
- 2003 : Eloise at the Plaza (TV) : Mr. Nye
- 2003 : Jericho Mansions : Bill Cherry
- 2004 : The Newsroom (série télévisée) : Jim Walcott
- 2005 : Walter Ego (série télévisée) : Walter Davis
- 2005 : Funpak (série télévisée) : Harold Rosenbaum (voix)
- 2005 : Niagara Motel de Gary Yates : Henry
- 2005 : Cheaper by the Dozen 2 : Mike Romanow
- 2007 : Le Chantage de Mike Barker
- Depuis 2007 : Les Enquêtes de Murdoch (TV) : Terrence Meyers